# Rastaflätor

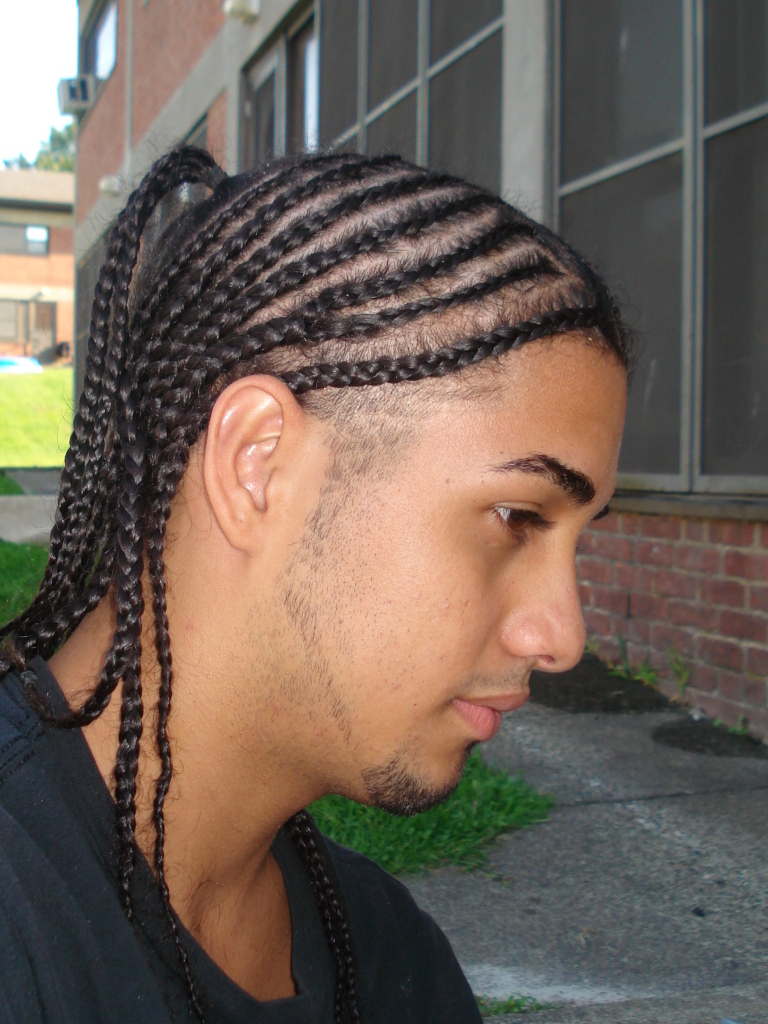
Rastaflätor

Rastaflätor kallas den frisyr som består av många små flätor. Det är vanligt att man använder löshår, artificiellt hår för att förlänga flätorna och få mer volym och stadga i frisyren. Denna frisyr förekom ofta inom musikstilen reggae.